# All Star Game maschile di pallavolo 2004
L'All Star Game maschile di pallavolo 2004 fu la 14ª edizione della manifestazione organizzata dalla FIPAV.

## Regolamento
Alla manifestazione presero parte tre squadre, anziché due squadre come le edizioni precedenti, createsi apposta per l'evento, l'All Star A1, l'All Star A2 e la Nazionale Italiana.
Queste squadre sono composte, in questa edizione, da giocatori stranieri e italiani presenti nel campionato italiano 2004-2005.
Venne disputato un triangolare con scontri diretti, tutti al meglio di 3 set. Le gare si svolsero il 31 ottobre al PalaGeorge di Montichiari, sede della manifestazione.
Fu nominato MVP, e miglior realizzatore della manifestazione, lo schiacciatore italiano Cristian Savani.

## Classifica finale
| Classifica | Squadre     |
| ---------- | ----------- |
|            | Italia      |
|            | All Star A1 |
|            | All Star A2 |